# 뚝딱이의 역습
《뚝딱이의 역습》은 2022년 6월 7일부터 2022년 6월 28일까지 엠넷에서 방송된 댄스 경연 프로그램이다.